# Referendum w Azerbejdżanie w 2009 roku
Referendum w Azerbejdżanie w 2009 roku odbyło się 18 marca. Przedmiotem referendum było przyjęcie 29 poprawek do konstytucji, w tym przepisu zakładającego możliwość przedłużenie kadencji prezydenta i parlamentu podczas prowadzenia działań wojennych. Inicjatorem zmian była proprezydencka partia Nowy Azerbejdżan. Do głosowania przeciwko zachęcała opozycja, w tym Muzułmańska Partia Demokratyczna, której przedstawiciele poinformowali o licznych nadużyciach podczas referendum.